# أنيتا كازماريك
أنيتا كازماريك (بالبولندية: Aneta Kaczmarek)‏ هي منافسة ألعاب القوى بولندية، ولدت في 17 يناير 1981 في وودج في بولندا.

## وصلات خارجية
- أنيتا كازماريك على موقع الاتحاد الدولي لألعاب القوى (الإنجليزية)